# Diócesis de Propriá
La diócesis de Propriá (en latín: Dioecesis Proprien(sis) y en portugués: Diocese de Propriá) es una circunscripción eclesiástica latina de la Iglesia católica en Brasil, sufragánea de la arquidiócesis de Aracaju. La diócesis tiene al obispo Vítor Agnaldo de Menezes como su ordinario desde el 25 de octubre de 2017. 

## Territorio y organización
La diócesis tiene 8181 km² y extiende su jurisdicción sobre los fieles católicos de rito latino residentes en 27 municipios del estado de Sergipe: Canindé de São Francisco, Poço Redondo, Monte Alegre de Sergipe, Nossa Senhora da Glória, Porto da Folha, Gararu, Aquidabã, Muribeca, Malhada dos Bois, São Francisco, Cedro de São João, Propriá, São Miguel do Aleixo, Telha, Amparo de São Francisco, Canhoba, Nossa Senhora de Lourdes, Itabi, Gracho Cardoso, Pirambu, Japaratuba, Japoatã, Santana do São Francisco, Neópolis, Pacatuba, Ilha das Flores y Brejo Grande.
La sede de la diócesis se encuentra en la ciudad de Propriá, en donde se halla la Catedral de San Antonio.
En 2019 en la diócesis existían 27 parroquias agrupadas en 3 regiones pastorales.

## Historia
La diócesis fue erigida el 30 de abril de 1960 con la bula Ecclesiarum omnium del papa Juan XXIII, obteniendo el territorio de la diócesis de Aracaju, la cual fue simultáneamente elevada al rango de arquidiócesis metropolitana.
El 12 de diciembre de 1962, con la carta apostólica Quae bellum, el papa Juan XXIII proclamó a la Santísima Virgen María del Rosario de Fátima patrona principal de la diócesis.

## Estadísticas
De acuerdo al Anuario Pontificio 2020 la diócesis tenía a fines de 2019 un total de 271 500 fieles bautizados.
| Año                                                                             | Población            | Población | Población      | Sacerdotes | Sacerdotes    | Sacerdotes    | Bautizados por sacerdote | Diáconos permanentes | Religiosos | Religiosos | Parroquias |
| Año                                                                             | Bautizados católicos | Total     | % de católicos | Total      | Clero secular | Clero regular | Bautizados por sacerdote | Diáconos permanentes | Varones    | Mujeres    | Parroquias |
| ------------------------------------------------------------------------------- | -------------------- | --------- | -------------- | ---------- | ------------- | ------------- | ------------------------ | -------------------- | ---------- | ---------- | ---------- |
| 1966                                                                            | 190 000              | 195 000   | 97.4           | 19         | 11            | 8             | 10 000                   |                      | 9          | 26         | 12         |
| 1970                                                                            | 175 000              | 180 000   | 97.2           | 14         | 6             | 8             | 12 500                   |                      | 9          | 16         | 12         |
| 1976                                                                            | 190 000              | 195 000   | 97.4           | 15         | 7             | 8             | 12 666                   |                      | 10         | 18         | 16         |
| 1980                                                                            | 225 000              | 230 000   | 97.8           | 13         | 5             | 8             | 17 307                   |                      | 8          | 23         | 19         |
| 1990                                                                            | 226 000              | 239 000   | 94.6           | 15         | 11            | 4             | 15 066                   |                      | 6          | 35         | 19         |
| 1999                                                                            | 261 062              | 270 437   | 96.5           | 22         | 20            | 2             | 11 866                   |                      | 4          | 47         | 22         |
| 2000                                                                            | 268 039              | 277 408   | 96.6           | 23         | 21            | 2             | 11 653                   |                      | 4          | 57         | 22         |
| 2001                                                                            | 285 462              | 294 285   | 97.0           | 31         | 28            | 3             | 9 208                    |                      | 5          | 54         | 24         |
| 2002                                                                            | 366 000              | 378 182   | 96.8           | 30         | 27            | 3             | 12 200                   |                      | 5          | 51         | 24         |
| 2003                                                                            | 296 181              | 303 828   | 97.5           | 33         | 30            | 3             | 8975                     |                      | 5          | 48         | 24         |
| 2004                                                                            | 300 045              | 307 792   | 97.5           | 25         | 22            | 3             | 12 001                   |                      | 3          | 48         | 24         |
| 2013                                                                            | 332 000              | 341 000   | 97.4           | 30         | 29            | 1             | 11 066                   |                      | 1          | 39         | 25         |
| 2016                                                                            | 268 179              | 347 255   | 77.2           | 34         | 31            | 3             | 7887                     |                      | 3          | 18         | 25         |
| 2019                                                                            | 271 500              | 351 000   | 77.4           | 36         | 34            | 2             | 7541                     |                      | 2          | 26         | 27         |
| Fuente: Catholic-Hierarchy, que a su vez toma los datos del Anuario Pontificio. |                      |           |                |            |               |               |                          |                      |            |            |            |

## Episcopologio
- José Brandão de Castro, C.SS.R. † (25 de junio de 1960-30 de octubre de 1987 renunció)
- José Palmeira Lessa (30 de octubre de 1987-6 de diciembre de 1996 nombrado arzobispo coadjutor de Aracaju)
- Mario Rino Sivieri † (18 de marzo de 1997-25 de octubre de 2017 retirado)
- Vítor Agnaldo de Menezes, desde el 25 de octubre de 2017